# Diego Maggi (cestista)
Diego Maggi (Buenos Aires, 22 novembre 1963) è un ex cestista argentino.

## Carriera
Ha partecipato al Campionato del mondo 1986 e al Campionato del mondo 1990, segnando complessivamente 171 punti in 18 partite.